# Gobiobotia tungi
Gobiobotia tungi är en fiskart som beskrevs av Fang, 1933. Gobiobotia tungi ingår i släktet Gobiobotia och familjen karpfiskar. IUCN kategoriserar arten globalt som otillräckligt studerad. Inga underarter finns listade i Catalogue of Life.